# Lodewijk Adriaan van Nassau-Odijk

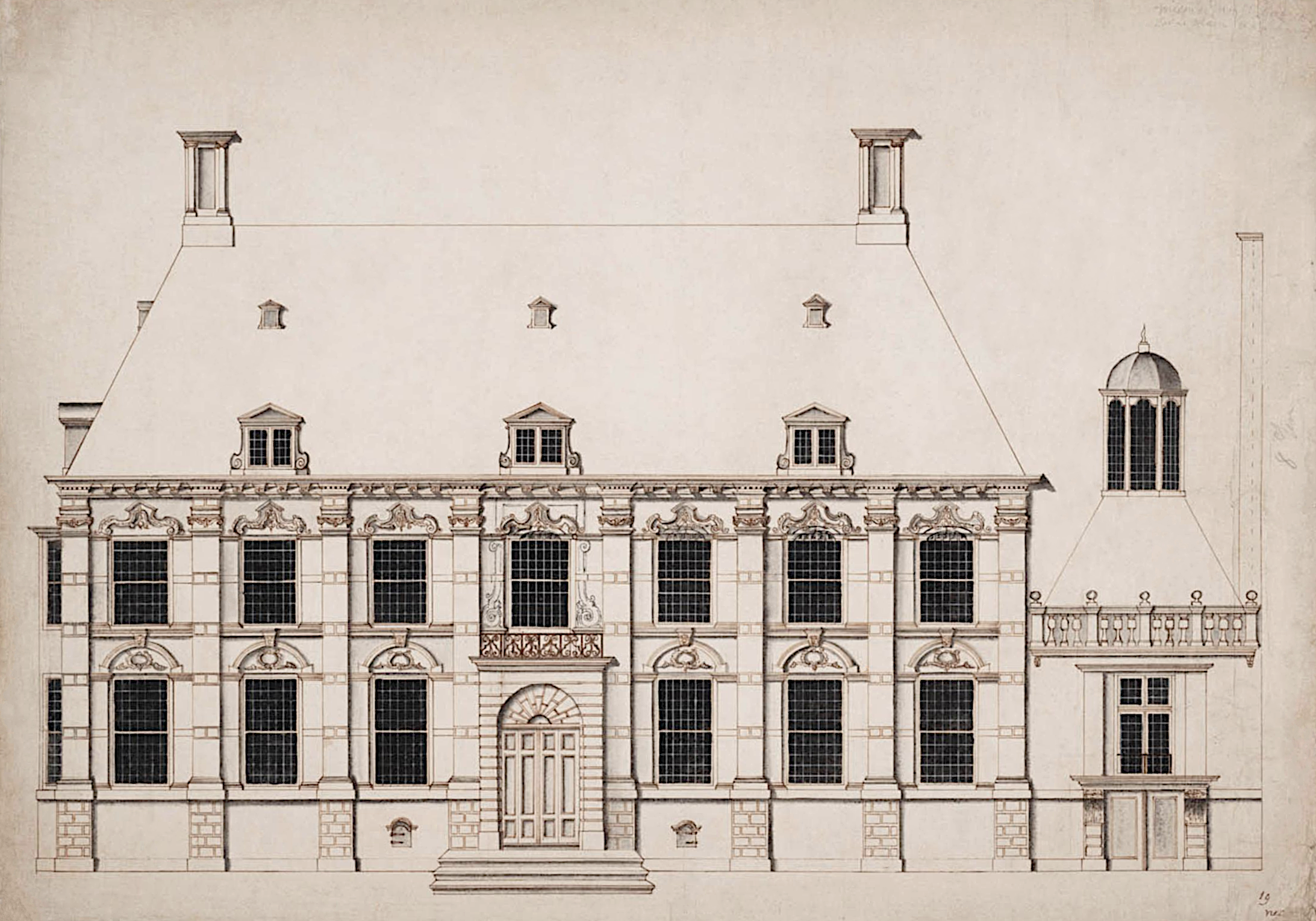
Huis van Lodewijk Adriaan van Nassau-Odijk aan de noordwestzijde van het Plein in Den Haag, circa 1700

Wapen van het geslacht van Nassau-LaLecq

Lodewijk Adriaan van Nassau-Odijk (gedoopt in de Grote of Sint-Jacobskerk (Den Haag), 8 juni 1670 - Den Haag, 4 maart 1742) was een Nederlands politicus. Hij was een zoon van Willem Adriaan I van Nassau-LaLecq en Elisabeth van der Nisse.

## Levensloop
Lodewijk Adriaan was graaf van Nassau, heer van Odijk (in naam, nooit mee beleend), Zeist, Blikkenburg van 1702 tot 1742 en van Kortgene van 1708 tot 1742. Door huwelijk werd hij heer van Bergen.
Op 4 januari 1700 werd hij lid der Staten-Generaal vanwege de Ridderschap van Zeist in Utrecht.

## Huwelijk en kinderen
Lodewijk Adriaan trouwde te Bergen op 23 augustus 1701 met Susanna Cornelia Studler van Surck vrouwe van Bergen (gedoopt Alkmaar, 6 juni 1685 – Den Haag, 1707) de dochter van Adriaan Antonisz. Studler van Surck heer van Hoogenhuizen (1649-1695) en Anna Eleonora van Teijlingen (1660-1733). Uit zijn huwelijk werden de volgende kinderen geboren:
- Willem Adriaan II van Nassau-LaLecq graaf van Nassau, vrijheer van Bergen (1708-), heer van Odijk Kortgene, Zeist, Driebergen, Mijlpolder, Krabbe, Middelharnis, Driebergen (1742-) en heer van Hoogenhuizen (1704-1759) (Utrecht, 15 februari 1704 – Bergen, 21 oktober 1759).
- Alida Cornelia van Nassau-Odijk gravin van Nassau (gedoopt Den Haag, 2 augustus 1705) op jonge leeftijd overleden.

## Hof van Bergen
Zij betrokken het Huis Hof van Bergen, ook bekend als Het Oude Hof het gebouw dat haar grootvader jonkheer Anthonie Studler van Surck heer van Sweijburg en van Bergen (1605-1666) in 1642 liet bouwen. (Het landgoed met huis is terug te vinden op een kaart van Blaeu uit 1660). René Descartes, die in het nabij gelegen Oegstgeest op Kasteel Endegeest woonde en bevriend was met de jonkheer, heeft zeer waarschijnlijk de tekeningen van de tuin van het Parijse Luxembourg over laten komen daar de gelijkenis met die, toentertijd volgens de nieuwste inzichten aangelegde tuin, zeer frappant is.
Op 4 januari 1732 verkocht hij een huis aan het Plein in Den Haag.  Hij werd bijgezet in de Oude Kerk te Zeist..